# 黃仁勳
黃仁勳（英語：Jensen Jen-hsun Huang，1963年2月17日—），是一位台灣裔美國籍企業家 、電機工程師，圖形晶片公司NVIDIA（輝達）的共同創辦人暨執行長。
黃仁勳出生於臺灣臺南市，9歲時移居美国。他在俄勒岡州立大學取得電機工程學士學位，後於史丹佛大學獲得電機工程碩士學位。
1993年，黃仁勳創立NVIDIA，並專注於圖形處理單元（GPU）的開發。該公司GeForce系列GPU產品在电子游戏、区块链以及人工智能領域取得了巨大成功，使公司成為全球領先的科技企業之一。黃仁勳以其領導能力和技術創新聞名，他經常在技術論壇和會議上發表演講，是半導體和科技產業的著名人物。
2024年，隨著人工智能浪潮對GPU的需求增加，NVIDIA成為全球市值最大的公司，黃仁勳也因此成為世界排名第6名的富豪，身價超過1500億美元。

## 早年及家族

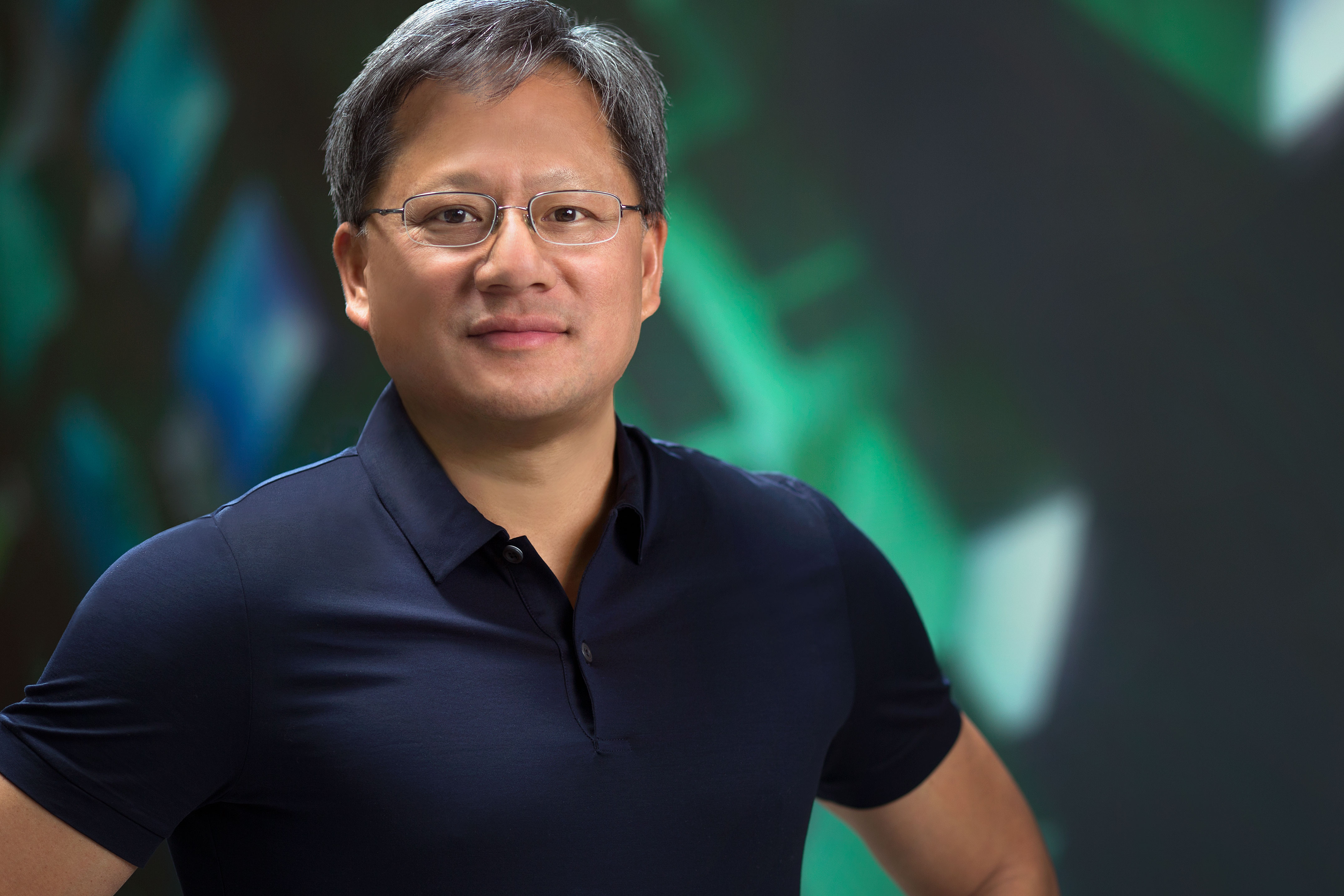
黃仁勳，拍攝於2014年10月

黃仁勳1963年出生於台南。父親黃興泰為化學工程师，畢業於國立成功大學；母亲羅采秀為教师，出身台南望族羅氏家族。
1972年父母移居美國後，黃仁勳與哥哥被送到美國親戚家同住並就讀肯塔基州的寄宿学校，畢業後與父母一同遷居奧勒岡州，並就讀阿羅哈高中。起初在教会学校，学校氛围并非想象的“精英”，且因為跳級2年后年龄不足，后转到其他学校，他憑著優異成績還教導其他學生，与一些同学建立友谊。
1978年參加美國乒乓球公開賽，並在青年組雙打賽事奪得季軍。
1984年，於奧勒岡州立大學取得電機工程學士學位，1992年於斯坦福大學取得電子工程學碩士學位。
據台灣媒體報導，黃仁勳為AMD總裁暨執行長蘇姿的表舅（因為黃仁勳的母親與蘇姿丰的外公是兄妹）。蘇一度否認此傳聞，但後來承認兩人為遠房親戚。

## 職涯

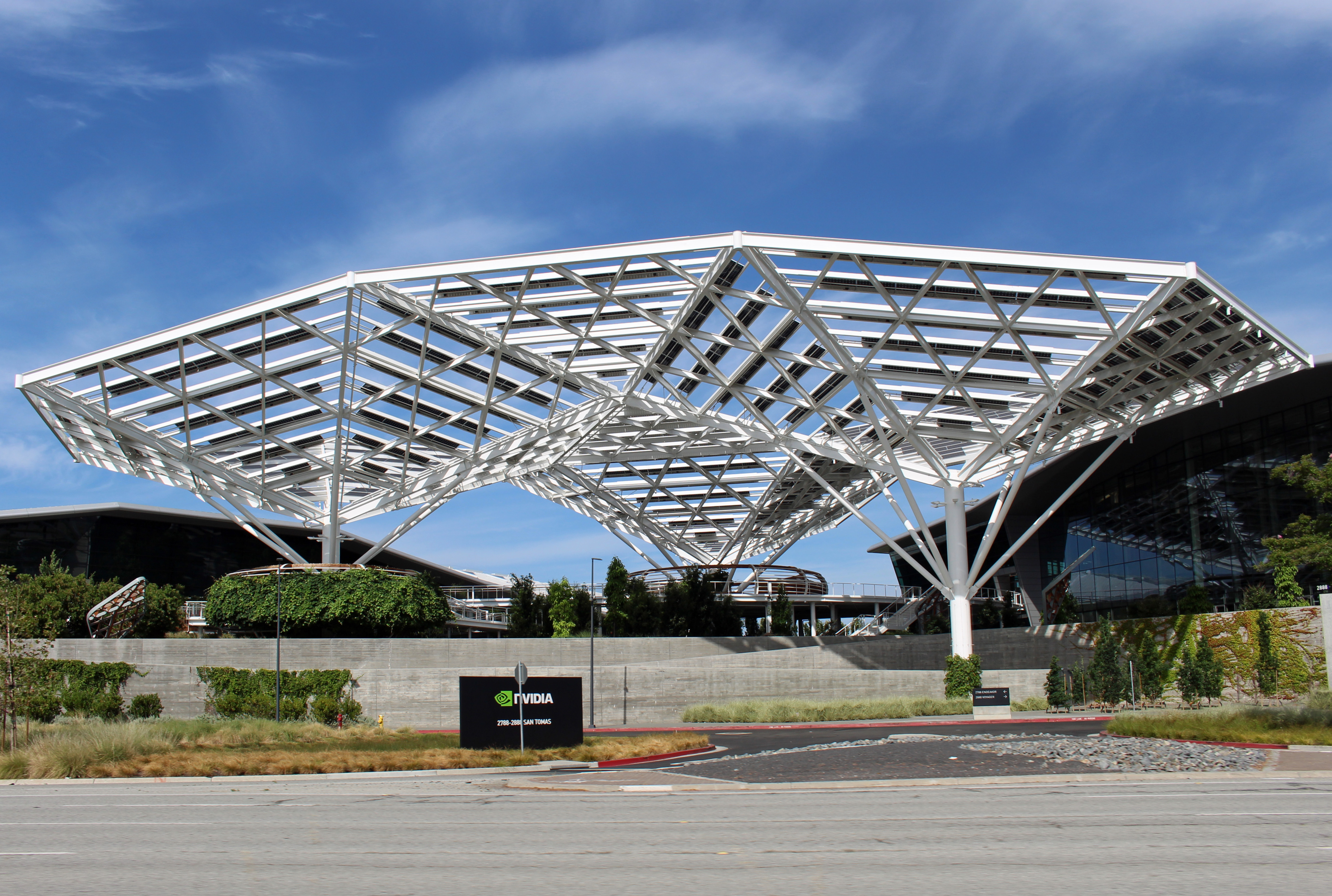
NVIDIA總部

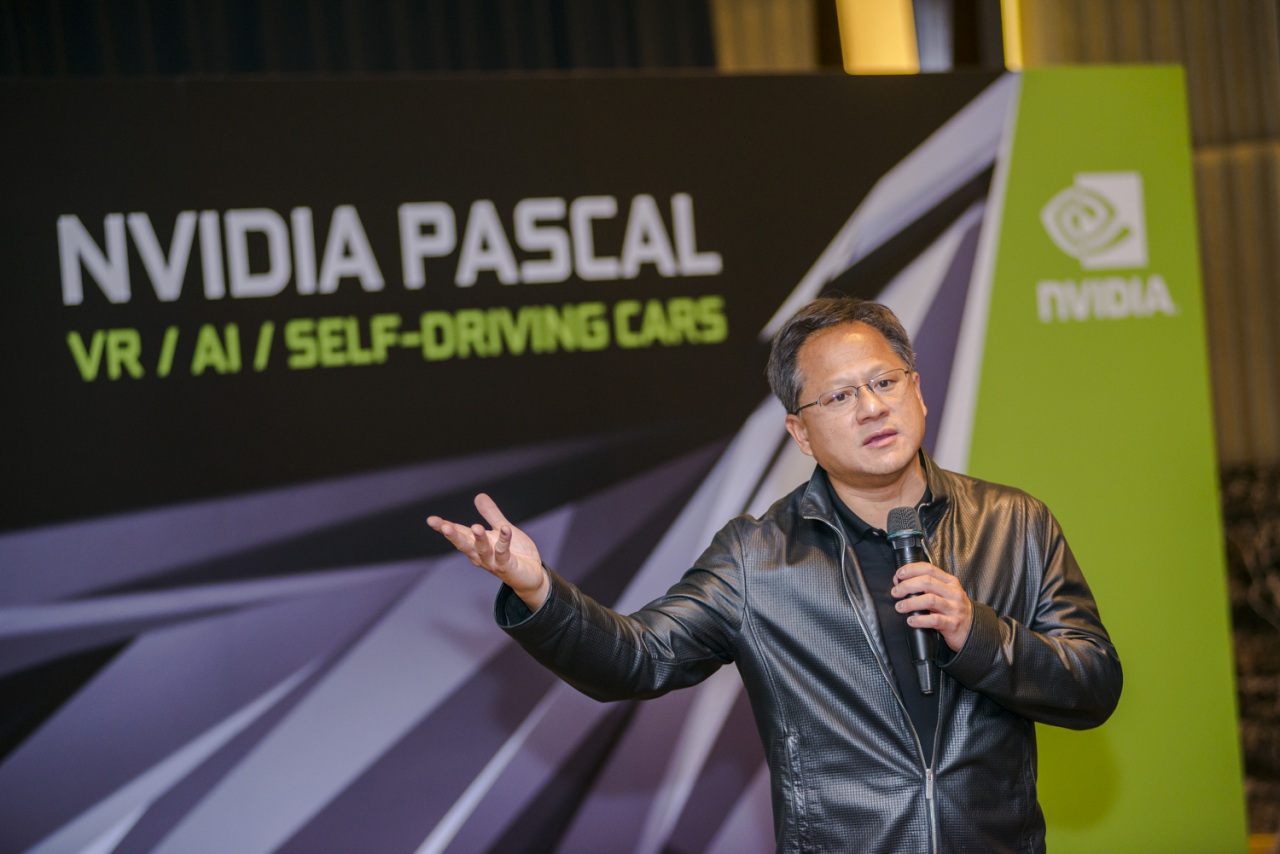
黃仁勳出席2016年台北國際電腦展

黃仁勳第一份工作是在丹尼餐廳當服務員。大學畢業後，1983年黃仁勳在AMD擔任微處理器硬體工程師，1985年至1993年，黃仁勳在LSI Logic擔任核心硬體設計總監。
1993年4月，黃仁勳與克里斯·馬拉科夫斯基和克蒂斯·普里姆於美國加州共同創辦了輝達，由黃仁勳擔任CEO。
1999年，輝達在那斯達克掛牌上市，黃仁勳擁有3.6%股權，身價升至高達5億美元，被財富雜誌評為全美40歲以下最富有的人之一。同年被安永會計師事務所評為年度高科技企業家。
2002年，黃仁勳獲得南加州大學Daniel J. Epstein工程經理人獎。2004年，榮獲無廠半導體協會頒發的張忠謀博士模範領導獎。2005年，成為奧勒岡州立大學傑出校友。2007年，黃仁勳年薪為2460萬美元，成為全美第61位最高薪CEO。
2017年，獲頒國立交通大學名譽工學博士。2020年，獲頒國立臺灣大學名譽博士。2023年5月，獲邀擔任臺灣大學畢業典禮致詞嘉賓。
2023年5月，因為人工智慧熱潮，NVIDIA市值首度達到1兆美元，成為第8間市值達到1兆美元的公司，同時黃仁勳身價與2022年相比已經翻倍達到350億美元。
2024年2月，因為「高效能圖形處理單元，點燃人工智慧革命」當選2024年美國國家工程院院士。同月因為NVIDIA市值上升使黃仁勳超越钟睒睒成為全球華人首富，在彭博億萬富豪指數升至第21位。
2024年5月，NVIDIA 第一季財報顯示其營收強勁增長，加上人工智慧浪潮對GPU的需求增加，NVIDIA股價因此大漲而成為全球市值第2大的公司，僅次微軟，黃仁勳也因此身價超過千億美元，排名福布斯全球富豪榜第11名。。
2025年3月19日，在GTC大會宣布開發人形機器人的技術，為全球首個開放式、可完全自訂的基礎模型。

## 個人生活
黃仁勳於奧勒岡州立大學期間，認識了他後來的妻子洛麗·米爾斯（Lori Mills），她當時是他的工程實驗室合作夥伴。 1983年，20歲的黃仁勳正在大學實驗室擔任工程師，當時即向Lori承諾，會在30歲時擁有自己的公司，兩人於交往5年後結婚。
黃仁勳婚後育有一女一子，長子為黃勝斌（Spencer Huang），2015年時回到台灣跟朋友一起合資經營酒吧，2022年返回美國入職NVIDIA擔任產品經理；女兒為黃敏珊（Madison Huang），從事飯店業，而後跟著黃仁勳在輝達擔任行銷經理。
1999年輝達上市之前，黃仁勳一家住在聖荷西一個入門宅。2003年，黃仁勳搬到了加州洛斯阿圖斯山的豪宅，2004年在夏威夷懷勒亞購買了第二套住宅。2017年，黃仁勳用公司法人名義購買以3,800萬美元收購了舊金山的一座豪宅。
黃仁勳的肩膀下有一個刺青，圖案是NVIDIA的公司商標。起因於某次公司大會，黃仁勳與同事討論若公司股價到達100美元時，大家要做什麼，最後大家決定刺青。隨著NVIDIA股價漲破100美元，黃仁勳履行刺青的諾言在左肩下方刺上公司的Logo，黃仁勳他對此的感想是「很痛」。
黃仁勳喜愛狗，支持輝達員工帶狗上班。

## 榮譽

### 獎項
- 1999年：安永高科技年度企業家[61]
- 2002年：南加州大學丹尼爾·J·愛潑斯坦工程管理學獎[62]
- 2004年：張忠謀博士模範領袖獎[63]
- 2005年：俄勒岡州立大學傑出校友[64]
- 2007年：矽谷教育基金會先驅商業領袖獎[65]
- 2018年：首屆全球邊緣運算50大人物[66]
- 2019年10月：哈佛商業評論最佳行政總裁[67]
- 2020年11月：歐洲汽車新聞歐洲之星「年度供應商行政總裁」[68]
- 2021年8月：半導體工業協會罗伯特·N·诺伊斯獎[69]
- 2021及2024年：《時代雜誌》百大人物[70][71]
- 2023年12月：《經濟學人》年度最佳行政總裁[72]
- 2023及2024年：《時代雜誌》人工智能百大人物名單[73][74]
- 2024年2月：美国国家工程院院士[75]
- 2024年5月：Gold House A1榮譽[76]
- 2024年9月：工業技術研究院院士[77]

### 榮譽學位
- 2009年6月：俄勒岡州立大學榮譽博士[78]
- 2017年6月：國立交通大學名譽博士[79]
- 2020年11月：國立臺灣大學榮譽博士[80][81]
- 2024年11月：香港科技大學榮譽博士[82]

## 言論觀點

### 称台湾为国家
2024年5月29日，黃仁勳在夜市接受记者采访表示：“台湾是世界上最重要的国家之一，是電子產業的中心”，之后在新浪微博引发热议。另外，他在台北國際電腦展，秀出「AI世界地圖」，中國大陸和台灣分屬不同顏色，也再度成為中國大陆焦點。黃仁勳在台期間，除了網路媒體觀察者網有所報導之外，中國大陸官方和媒體對此類消息大多選擇沉默或忽略。黃仁勳離台後，国务院台湾事务办公室发言人陈斌华在6月12日受媒體訪問時表示，對這種極其錯誤的言論，民眾、網民已紛紛表達不滿，並重複中國大陸官方的立場：「兩岸同屬一個中國，台灣從來就不是一個國家」，希望黄仁勳“好好补补课”。
黃仁勳在6月8日受媒體訪問，指其言論惹來中國大陸不高興，對此有何看法時，他表示「我並不是發表地緣政治評論。我就是感謝我們所有的技術合作夥伴的所有支持以及對產業的所有貢獻」。

### 市場和投資
2024年6月4日，黄仁勳在出席记者会前，被問及對中國大陸市場的看法時，他表示中國大陸的市場對他來說非常重要，但因有出口管制，必須遵守。在中國大陸也有許多很棒的合作夥伴，認識20多年了，將繼續為他們服務。被問及在台灣的投資機會時，他表示過去一年，台灣科技非常顯著，未來幾年成長很多，必須投資台灣，建造人工智慧超級電腦，這非常重要，台北、台南和高雄都是NVIDIA在台灣潛在的研發中心投資地點。